# Isophya ilkazi
Isophya ilkazi är en insektsart som beskrevs av Willy Adolf Theodor Ramme 1951. Isophya ilkazi ingår i släktet Isophya och familjen vårtbitare. Inga underarter finns listade i Catalogue of Life.